# Philippe Meyer (Physiker)
Philippe Meyer (*  22. April 1925 in Paris; † 9. November 2007 ebenda) war ein französischer Physiker, Kunstsammler und Mäzen.
Philippe Meyer war der Sohn des Bankiers André Meyer (1898–1979) von der Bank Lazard. Während seine Eltern 1938 in die USA zurückkehrten, blieb Meyer im Zweiten Weltkrieg als Soldat in Europa (militärische Ausbildung in Großbritannien, Landung in Südfrankreich, Befreiung Frankreichs). Danach studierte er an der Harvard University, an der er in theoretischer Physik promovierte. Ab 1948 war er wieder in Frankreich in verschiedenen Laboratorien in Orsay, Saclay und schließlich an der École normale supérieure (Paris). Mit Maurice Lévy gründete er das Laboratoire de Physique Théorique et des Hautes Energies in Orsay und leitete es 1966 bis 1969. Meyer kehrte 1974 an die ENS zurück und gründete dort das Labor für theoretische Physik, das er 1974 bis 1979 und 1987 bis 1990 leitete. Im Jahr 1986 leitete er die Abteilung Physik an der ENS. Er leitete auch viele Jahre ein Graduiertenkolleg für theoretische Physik. Ein Institut für theoretische Physik an der ENS ist nach ihm benannt (Institut Philippe Meyer, IPM).
Als theoretischer Physiker befasste er sich vor allem mit Elementarteilchenphysik.
Meyer war der Erbe der großen Kunstsammlung und Vermögens seines Vaters. Im Lauf der 1980er Jahre finanzierte er Gemäldekäufe des Musée d’Orsay, darunter ein Selbstporträt von Paul Gauguin (als gelber Christus) und Le Talisman von Paul Sérusier. 2000 wurde er einer der größten Kunstmäzene Frankreichs durch eine anonyme Spende insbesondere von impressionistischen Gemälden (Paul Cézanne, Édouard Manet, Édouard Vuillard, Pierre-Auguste Renoir, Pierre Bonnard an das Musée d’Orsay, Alberto Giacometti, Paul Klee, Piet Mondrian,  Pablo Picasso an das Musée Granet d'Aix-en-Provence, ein weiterer Bonnard ging über die Nachlassstiftung an das 2011 eröffnete Musée Bonnard du Cannet).
1988 erhielt er den Prix des trois physiciens.